# Daddy Sang Bass
«Daddy Sang Bass» — песня, написанная Карлом Перкинсом и исполненная Джонни Кэшем в 1968 году. Она была выпущена в ноябре 1968 года в качестве первого сингла с альбома The Holy Land.